# Wenzel Lustkandl
Wenzel Lustkandl, magyarosan Lustkandl Vencel (Schönbach, 1832. március 18. – Bécs, 1906. június 18.) osztrák jogász és politikus.

## Életpályája
A prágai egyetemen szerzett jogi doktorátust 1858-ban. Egy évvel később a bécsi Theresianum prefektusa lett. Az államjogra szakosodott és 1864-ben habilitált a bécsi egyetemen. Közjogi álláspontja a Habsburg-ház érdekeit szolgálta. Az ő nézeteinek bírálataként jelentette meg Deák Ferenc 1865-ben  „Adalékok a magyar közjoghoz. Észrevételek Lustkandl Vencel munkájára” című művét.
1870-től városi tanácsnokként dolgozott, majd  3 évvel később Alsó-Ausztria parlamentjében képviselte a liberálisokat.

## Írásai
- Das ungarisch-österreichische Staatsrecht : zur Lösung der Verfassungsfrage; historisch-dogmatisch dargestellt. - Wien : Braumüller, 1863
- Das Wesen der österreichischen Reichsverfassung. Eine akademische Antrittsrede.
- Der Kaiser und König in Österreich-Ungarn. - Wien : Braumüller, 1895